# Velim (Stankovci)
Velim es una localidad de Croacia en el ejido del municipio de Stankovci, condado de Zadar.

## Geografía
Se encuentra a una altitud de 161 m s. n. m. a 315 km de la capital nacional, Zagreb.

## Demografía
En el censo 2011 el total de población de la localidad fue de 123 habitantes.
| Gráfica de población de Velim 1857-2011                             |
|                                                                     |
| Según los censos de población de la oficina estadística de Croacia. |